# ジョージ・ダグラス (第2代ダンバートン伯爵)
第2代ダンバートン伯爵ジョージ・ダグラス（英語: George Douglas, 2nd Earl of Dumbarton、1687年4月ごろ – 1749年）はスコットランド貴族、軍人。

## 生涯
初代ダンバートン伯爵ジョージ・ダグラスと妻アン（Anne
、1691年4月25日没、旧姓ウィートリー（Wheatley）、ロバート・ウィートリーの娘）の息子として、1687年4月ごろに生まれた。1692年3月20日に父が死去すると、ダンバートン伯爵位を継承した。ジェームズ2世および7世の亡命宮廷で育ち、最初は聖職者の道を歩もうとしたが、メアリー・オブ・モデナの説得で思い留まった。
その後、チャールズ・デュボゲイの歩兵連隊（Charles Duborgay）に入隊、1715年までに中佐に昇進した。
1716年4月、ロシアのピョートル1世へのイギリス公使として信任状を受けた。
1749年ごろにドゥエーで子供なくして死去、ダンバートン伯爵位は廃絶した。

## 関連図書
- Fraser, Sir William Fraser. The Douglas Book IV Vols. Edinburgh 1885.
- Maxwell, Sir Herbert. A History of the House of Douglas II Vols. London 1902.

| スコットランドの爵位    | スコットランドの爵位             | スコットランドの爵位 |
| ----------------------- | -------------------------------- | -------------------- |
| 先代 ジョージ・ダグラス | ダンバートン伯爵 1692年 – 1749年 | 廃絶                 |